# Gouvernement Podolien

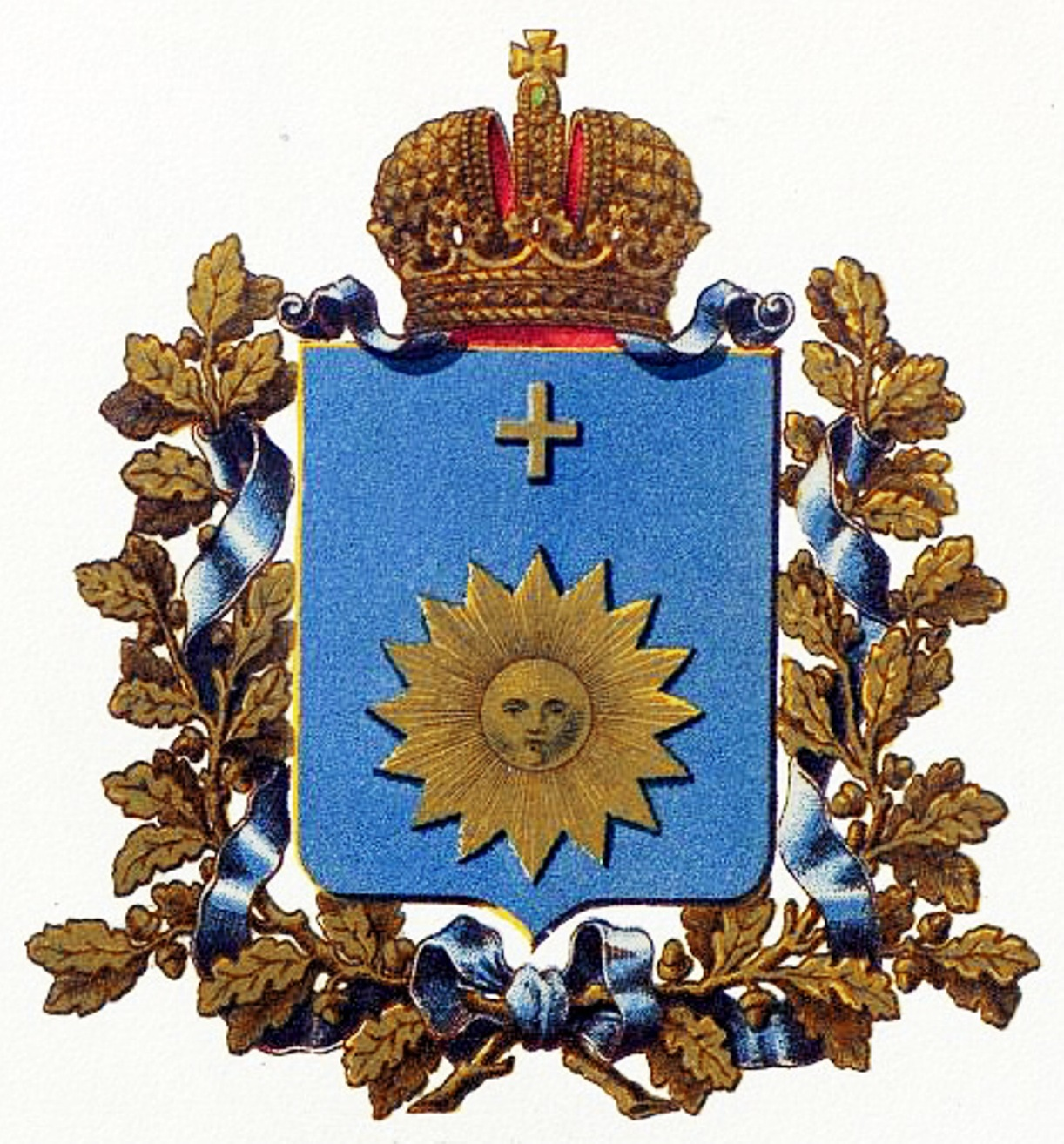
Wappen des Gouvernements

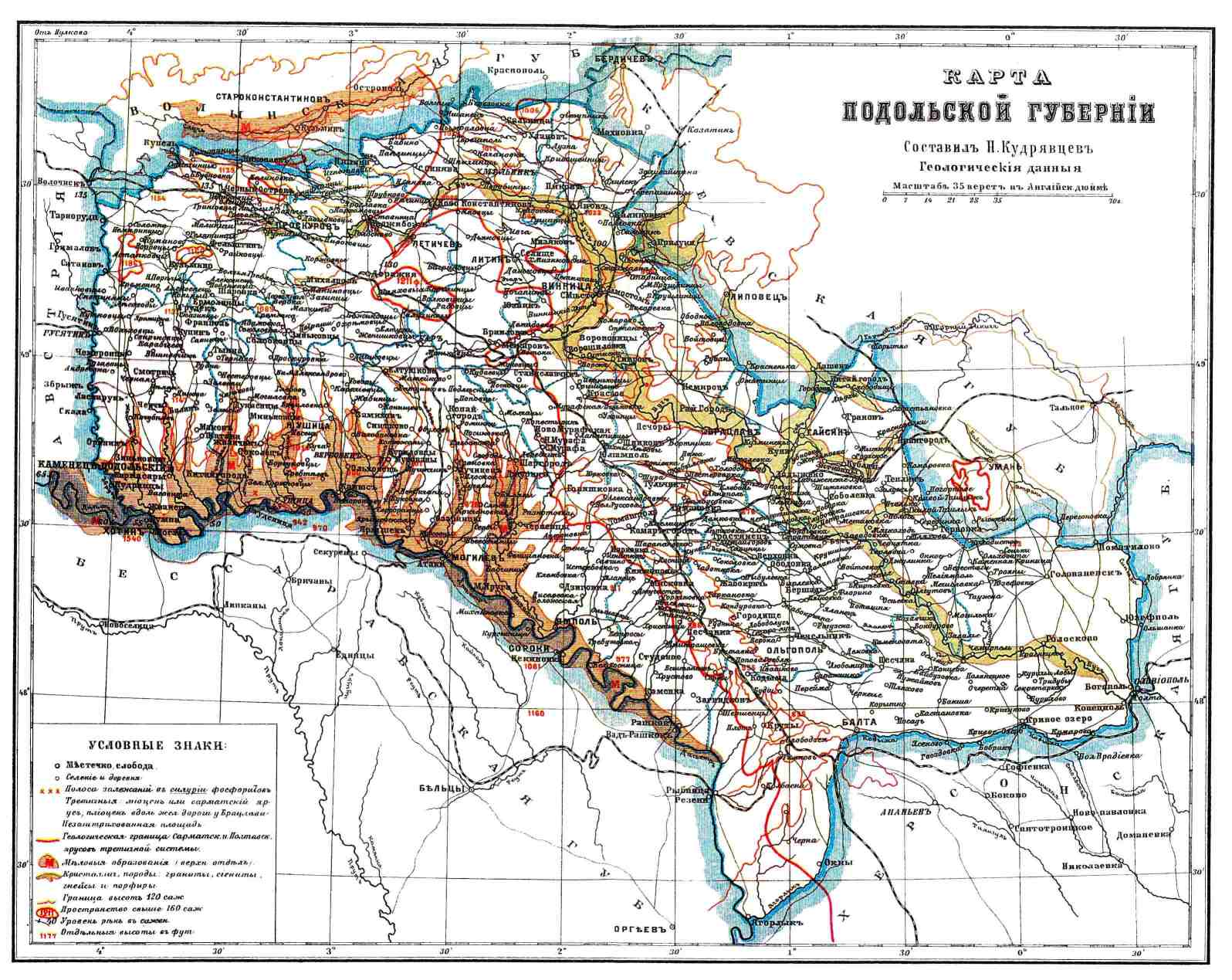
Karte auf Russisch

Das Gouvernement Podolien (russisch Подольская губерния/Podolskaja gubernija) lag im Südwesten des Russischen Reiches im Generalgouvernement Kiew und wurde von den Gouvernements Wolhynien, Kiew, Cherson und Bessarabien sowie den österreichischen Kronländern Galizien und Bukowina begrenzt. Heutzutage gehört es fast zur Gänze zur Ukraine (vor allem Oblast Winnyzja und Oblast Chmelnyzkyj), nur einige Zipfel nördlich des Dnister gehören zur Republik Moldau (Transnistrien).
Das Gouvernement umfasste 42.017 km². Hauptstadt war Kamenez-Podolski (ukr. Kamjanez-Podilskyj), ab 1914 Winniza (ukr. Winnyzja).
Es war in zwölf Kreise (Ujesdy) eingeteilt:
- Balta
- Brazlaw
- Gajsin (ukr. Hajssyn)
- Jampol (ukr. Jampil)
- Kamenez-Podolski
- Letitschew (ukr. Letytschiw)
- Litin (ukr. Lityn)
- Mogilew-Podolski (ukr. Mohyliw-Podilskyj)
- Nowaja Uschiza (ukr. Nowa Uschyzja)
- Olgopol (ukr. Olhopil)
- Proskurow (heute Chmelnyzkyj)
- Winniza

Das Gebiet kam bei den Polnischen Teilungen von 1793 bzw. 1795 an das Russische Reich, das Gouvernement wurde 1796 aus Gebieten der Woiwodschaften Podolien und Bracław gebildet. Als Verwaltungseinheit bestand es bis 1925.

## Statistik
Das Gouvernement hatte 1897 3.018.299 Einwohner, davon waren 2.442.819 Ukrainer, 98.984 Russen, 369.306 Juden, 69.156 Polen, 26.764 Rumänen bzw. Moldawier sowie 4.069 Deutsche.
Haupterwerbszweig war der Ackerbau. Vom Areal entfielen auf Ackerland 63,5 %, auf Wald 14,7 %, auf Wiesen 17 % und auf Unland 4,8 %. Die Ernte lieferte 1884: 3 Millionen Hektoliter Roggen, 3 Mill. hl Weizen, 4 Mill. hl Hafer, 1½ Mill. hl Gerste, 1 Mill. hl Mais, 1 Mill. hl Kartoffeln; Buchweizen, Erbsen, Hirse in geringeren Mengen. Auch wurden Melonen, Wein und Tabak gewonnen. Man zählte 1883: 677.580 Stück Rindvieh, 807.458 Schafe, 448.597 Pferde, 519.515 Schweine, 17.912 Ziegen. Berühmt war Podolien für seine Ochsen.
Der Wert der industriellen Produktion wurde 1884 auf 48.911.000 Rubel angegeben; sie vollzog sich in 1616 Fabriken mit 24.083 Arbeitern. Die hauptsächlichsten Industriezweige waren Rübenzuckerfabrikation und -Raffinerie (47 Fabriken, 21.933.000 Rub.), Branntweinbrennerei (14.624.000 Rub.) und Getreidemüllerei (11 Mill. Rub.). Haupthandelsplätze waren Kamenez-Podolski, Mogilew-Podolski und Balta.